# Dichrooscytus fuscosignatus
Dichrooscytus fuscosignatus är en insektsart som beskrevs av Knight 1968. Dichrooscytus fuscosignatus ingår i släktet Dichrooscytus och familjen ängsskinnbaggar. Inga underarter finns listade i Catalogue of Life.